# Carlos Secretário
Carlos Alberto de Oliveira Secretário (São João da Madeira, 1970. május 12. –) portugál válogatott labdarúgó, edző.

## Sikerei, díjai

### Játékosként
- Porto
  - UEFA-bajnokok ligája: 2003-04
  - UEFA-kupa: 2002-03
  - Portugál bajnok: 1994–95, 1995–96, 1997–98, 1998–99, 2003–03, 2003–04
  - Portugál kupa: 1993–94, 1997–98, 1999–2000, 2000–01, 2002–03
  - Portugál szuperkupa: 1994, 1998, 1999, 2001, 2003
- Real Madrid
  - UEFA-bajnokok ligája: 1997-98
  - Spanyol bajnok: 1996-97
  - Spanyol szuperkupa: 1997